# Josué 18
Josué 18 es el decimoctavo capítulo del Libro de Josué en la Biblia hebrea o en el Antiguo Testamento de la Biblia cristiana. Según la tradición judía, el libro se atribuyó a Josué, con añadidos de los sumos sacerdotes Eleazar y Fineas, pero los eruditos modernos la consideran parte de la Tradición deuteronómica, que abarca desde el libros del Deuteronomio hasta 2 Reyes, atribuida a escritores nacionalistas y devotos de Yahvé durante la época del rey reformador de Judea Josías en el siglo VII a. C.. Este capítulo registra la posterior asignación de tierras a las tribus de Israel, especialmente a la tribu de Benjamín, parte de una sección que comprende Josué 13:1-21:45 sobre la asignación de la tierra de Canaán a los israelitas.

## Texto
Este capítulo fue escrito originalmente en Lengua hebrea. Está dividido en 18 Versículos.

### Testigos textuales
Algunos manuscritos antiguos que contienen el texto de este capítulo en hebreo pertenecen a la tradición del Texto Masorético, que incluye el Códice de El Cairo (895), el Códice de Alepo (siglo X) y el Códice Leningradoensis (1008).
Los manuscritos antiguos existentes de una traducción al griego koiné conocida como Septuaginta (originalmente se hizo en los últimos siglos a. C.) incluyen el Codex Vaticanus (B; {\displaystyle {\mathfrak {G}}}B; siglo IV) y Codex Alexandrinus (A; {\displaystyle {\mathfrak {G}}}A; siglo V). 

## Análisis
.

Mapa de la asignación de tierras a las tribus de Israel en tiempos de Josué

La narración de la adjudicación de la tierra de Canaán a los israelitas que comprende los Versículos 13:1 a 21:45 del 
el Libro de Josué y tiene el siguiente esquema:
A. Preparativos para distribuir la tierra (13:1-14:15)
B. El reparto para Judá (15:1-63)
C. El reparto para José (16:1-17:18)
D. Distribución de la tierra en Silo (18:1-19:51)
1. 1. Instrucciones para la distribución restante (18:1-10)
2. Herencias tribales (18:11-19:48)
a. Benjamín (18:11-28)
b. Simeón (19:1-9)
c. Zabulón (19:10-16)
d. Isacar (19:17-23)
e. Aser (19:24-31)
f. Neftalí (19:32-39)
g. Dan (19:40-48)
3. La herencia de Josué (19:49-50)
4. Declaración sumaria (19:51)
E. Reparto levítico y conclusión (20:1-21:45)
El patrón de la narración coloca la distribución a Judá y José precedida por la concesión de tierras a Caleb (14:6-15), mientras que la distribución restante es seguida por un relato de una herencia para Josué (19:49-50), por lo que los relatos de recompensas para los dos espías fieles están cuidadosamente entretejidos en la historia de la distribución de tierras. en el relato de las asignaciones de tierras.
Hay tres elementos clave en el informe de las asignaciones para las nueve tribus y media en la tierra de Canaán como sigue:
| Tribu    | Lista de límites | Lista de ciudades | Comentarios sobre la población indígena |
| -------- | ---------------- | ----------------- | --------------------------------------- |
| Judá     | X                | X                 | X                                       |
| Efraín   | X                |                   | X                                       |
| Manasés  | X                |                   | X                                       |
| Benjamín | X                | X                 |                                         |
| Simeón   |                  | X                 |                                         |
| Zabulón  | X                |                   |                                         |
| Issachar | X                |                   |                                         |
| Asher    | X                |                   |                                         |
| Naftalí  | X                | X                 |                                         |
| Dan      |                  | X                 | X                                       |

## Comentario a los capítulos 18 y 19
El reparto de las tierras a las demás tribus de Israel se traslada de Guilgal, cerca del Jordán, a Siló, en la región central de Canaán. A diferencia de los territorios ya distribuidos, los nuevos territorios son menos conocidos, por lo que se realiza un registro previo para su adjudicación. El reparto se hace por sorteo, con la convicción de que es el Señor quien determina el territorio de cada tribu.
A Benjamín le corresponde una franja de tierra en la zona central, entre las heredades de Judá y las de la casa de José, mientras que Simeón recibe algunas ciudades dentro del territorio de Judá. Las demás tribus obtienen sus territorios en la zona norte de Canaán. El caso más peculiar es el de Dan, cuya asignación inicial es en la Sefelá, pero los danitas conquistan ciudades y territorios en la zona más septentrional, donde finalmente se establecen. Este reparto refleja la diversidad y la complejidad del asentamiento de las tribus de Israel, con algunas adaptándose a circunstancias especiales.

## Direcciones para la asignación restante (18:1-10)
.

Mapa de la asignación de tierras a las tribus de Israel en tiempos de Josué

Al principio de este capítulo se informa de que el Tabernáculo o «tienda de reunión» se instaló en Shiloh (18:1).. Así, reemplazó a Gilgal y Siquem que eran los centros de reunión de Israel hasta ese momento. La introducción de Silo en este punto no es casual, ya que su centralidad se indica de manera artística al colocar el texto entre las asignaciones de tierra a Judá y José, por un lado, y las tribus restantes, por el otro. Silo también se encuentra dentro del territorio de las tribus de José, que se registran en los capítulos anteriores. El lugar central de culto no se ha mencionado mucho hasta ahora (sólo una referencia al 'altar de Yahveh' y 'el lugar que él escogiera' en Josué 9:27), por lo que el establecimiento del Tabernáculo en Silo se convierte en un concepto importante de la narración como cumplimiento de la promesa-mandato de que Dios estaría en medio de Israel en la tierra que les estaba dando (Levítico 26:11-12: 'poned mi morada [tienda, tabernáculo] en medio de vosotros': Deuteronomio 12:5). Silo empieza a desempeñar un papel importante en el reparto de las tierras restantes (versículos 2-9; y reaparece en 19:51) y, por tanto, se vincula a la vida religiosa de Israel. Una vez completadas las asignaciones para las tribus de Rubén, Gad, Judá, Efraín y Manasés (la división de José en Efraín y Manasés compensa a Leví, que no tiene herencia territorial; Josué 18:7), quedaban siete tribus por recibir su tierra (versículo 2).
recibir sus tierras (Versículo 2). Esta etapa del reparto va precedida de un sondeo (literario, «escritura»; Versículo 4), luego en Silo, Josué presidió el reparto mediante la suerte sagrada, «ante Yahveh nuestro Dios» (versículo 6, cf. versículos 8, 10, Josué 14:1..

### Versículo 1

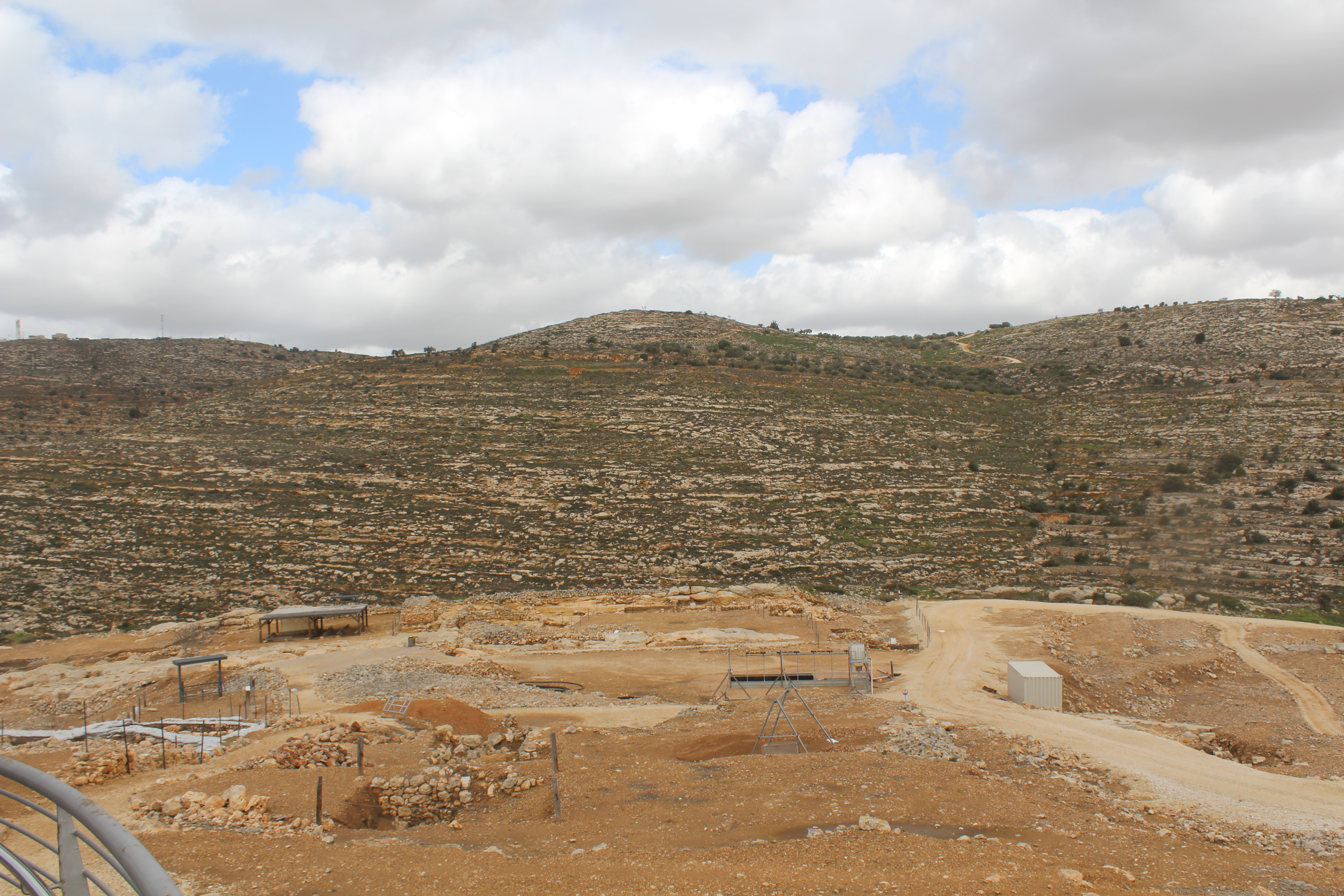
Supuesta ubicación del Tabernáculo en Shiloh

Y toda la congregación de los hijos de Israel se reunió en Silo, y levantaron allí el tabernáculo de reunión.
 Y la tierra fue sometida delante de ellos. 
Pasajes a lo largo de la Biblia hebrea confirman que Shiloh fue una vez un importante santuario para Israel antes de que se construyera el templo en Jerusalén, como en 1 Samuel 1-1 Samuel 2 ('casa de Yahveh', 1 Samuel 1: 24, y la 'tienda de reunión' ('tabernáculo de la congregación'), 1 Samuel 2:22, como aquí); y también nombrado como 'el lugar de la elección de Dios' en Jeremías 7:12, siguiendo a Deuteronomio 12 (cf. Joshua 22).

## Asignación a Benjamín (18:11-28)
El territorio de Benjamín se repartió entre los de Efraín (al norte; 18:12-14; 16:1-3) y Judá (al sur; 18:15-19; 15:8-11). La lista de ciudades en la adjudicación (Versículos 21-28) incluye a Jebús (Jerusalén), aunque se afirma claramente que la ciudad no cayó en manos de Josué (Josué 15:63). También incluye Gibeón y sus satélites (9:17), sin mencionar su estatus especial (Josué 9) ni la batalla de Israel para defenderla (Josué 10).